# Hip-hop chinois
Le hip-hop chinois (chinois : 嘻 哈 ; pinyin xīha), ou rap chinois, est un genre musical issu du hip-hop ayant émergé en République populaire de Chine, et est un phénomène relativement nouveau dans la musique chinoise,,. « Le mouvement hip-hop (initialement lancé à Pékin) émerge aux alentours de l'année 1990 à l'aide des disc jockeys britanniques, philippins et congolais. » Le hip-hop dans le pays s'inspire de films tels que Beatstreet (1984) et Beat Dis, a Hip Hop History.

## Histoire
Les premiers disc jockeys chinois commencent à quotidiennement jouer du rap au club Juliana's de Pékin en 1984. À cette période, il n'existait aucun autre club en Chine que le Juliana qui diffusait des chansons importées depuis Londres par des labels tels que as Sugarhill, Streetsounds de Tommy Boy et Morgan Khan. Yin Ts'ang (隐藏) est le premier groupe à signer avec un label discographique actif - Scream Records, et fait paraître un album studio Serve the People (为人民服务) en 2002, coproduit et mixé par Mel « Herbie » Kent. Le groupe apparaît dans des articles locaux du China Daily et du Music Magazine, et à l'international dans journaux tels que LA Times et The New York Times.
DJ V-Nutz (Gary Wang) explique en ces termes : « Je dirais que nous n'avons encore aucun style chinois [incrusté dans ce style de musique]. Si vous voulez mon avis, le genre est encore récent, et les gamins ici apprécient vraiment tout ce qui vient de l'Occident. Peut-être que plus tard dans 10 ou 15 ans, nous aurons notre propre style. ». Le hip-hop chinois est souvent chanté en anglais et beaucoup pensent que la langue chinoise ne peut s'adapter à un tel style musical ; « Les gens disent, calme-toi, on peut pas rapper en chinois, le chinois ne va pas avec le rap... le chinois n'est pas adapté au rap car c'est une langue à tons. » XIV du groupe de rap Yin Ts’ang rétorque : « Je vais vous dire les trucs sur lesquels on ne rappe pas : les clans, les drogues et le gouvernement ; dans le cas contraire, c'est un bon moyen de mettre fin à ta carrière (ou à ta vie). » Bon nombre de rappeur luttent pour rapper en langue chinoise.
Certains rappeurs d'origine chinoise parviennent à la popularité aux États-Unis, l'un d'entre eux étant le célèbre Jin, qui rappe à la fois en anglais et en cantonais. Un artiste underground chinois Hu Xuan fait paraître ses titres en kunminghua, le dialecte local parlé à Kunming (Go Kunming, 2007). « Un rappeur balance tout ce qu'il peut dans un accent pékinois... » Big Zoo est un autre groupe de rap populaire en Chine. Le groupe rappe en français et en anglais[réf. souhaitée]. Cependant, en 2008, Big Zoo est bouleversé par le départ de Mow, l'un de leurs membres. Depuis, le groupe a cessé de composer et les membres se focalisent désormais sur leurs études. En 2011, le rappeur Free-T fait paraître le titre Diary of Life, signalant le retour de Big Zoo.